# Billboard Century Award
Der Billboard Century Award war eine Auszeichnung des US-amerikanischen Musik- und Entertainment-Magazins Billboard für musikalische Kreativität. Er wurde 1994 vom damaligen Herausgeber Timothy White sowie dem Verleger Howard Lander ins Leben gerufen, um das 100-jährige Bestehen der Zeitschrift im Jahr 1994 zu würdigen, wurde aber bereits seit 1992 vergeben. Zum letzten Mal wurde er 2006 verliehen.
Neben dem Century Award hat Billboard hat weitere Auszeichnungen für herausragende künstlerische Karrieren vergeben, darunter der Artist Achievement Award (1993 bis 2005), der Millenium Award (2011, 2012, 2016) und der Icon Award (seit 2011).
2024 wurde von Billboard der Titel „Greatest Pop Star of the 21st Century“ an die US-amerikanische Sängerin Beyoncé vergeben.

## Preisträger
1992: George Harrison
1993: Buddy Guy
1994: Billy Joel
1995: Joni Mitchell
1996: Carlos Santana
1997: Chet Atkins
1998: James Taylor
1999: Emmylou Harris
2000: Randy Newman
2001: John Mellencamp
2002: Annie Lennox
2003: Sting
2004: Stevie Wonder
2005: Tom Petty
2006: Tony Bennett